# Desmos goezeanus
Desmos goezeanus (F.Muell.) Jessup – gatunek rośliny z rodziny flaszowcowatych (Annonaceae Juss.). Występuje endemicznie w Australii – w północno-wschodniej części stanu Queensland. 

## Morfologia
PokrójZimozielone i zdrewniałe liany.
LiścieMają lancetowaty lub owalny kształt. Mierzą 6–16 cm długości oraz 2–5,5 cm szerokości. Nasada liścia jest od ostrokątnej do rozwartej. Blaszka liściowa jest całobrzega o wierzchołku od tępego do ostrego. Ogonek liściowy jest nagi i dorasta do 5–11 mm długości.
KwiatyZebrane w pęczki, rozwijają się w kątach pędów. Działki kielicha mają owalny kształt i dorastają do 22–24 mm długości. Płatki mają kształt od owalnego do eliptycznego i osiągają do 32–49 mm długości. Kwiaty mają 80–90 pręcików i 22–32 słupków.
OwoceTworzą owoc zbiorowy. Mają elipsoidalny kształt. Osiągają 60 mm długości.

## Biologia i ekologia
Rośnie w częściowo zimozielonych lasach oraz zaroślach.